# Sabena
Sabena–  nieistniejąca belgijska linia lotnicza z siedzibą w Brukseli. 

## Historia
Utworzona przez belgijski rząd 23 maja 1923. Sabena działała głównie z portu lotniczego w Brukseli. Przedsiębiorstwo to zostało sfinansowane częściowo przez dochody z belgijskiej kolonii w Kongo.
W 1990 przedsiębiorstwo zmieniło nazwę na „SABENA World Airlines”, obsługiwało trasy do głównych portów lotniczych w Europie, Afryce i Ameryce. W 1995 Swissair zakupił 49% akcji przedsiębiorstwa, posunięcie to było jednym z powodów upadku firmy. W 2001 po stratach wywołanych zamachem na World Trade Center i Pentagon Sabena zaprzestaje działalności (ostatni lot 7 listopada 2001).
Po bankructwie w lutym 2002 powstało z części Sabeny przedsiębiorstwo SN Brussels Airlines, które w 2006 przekształciło się w belgijskie linie lotnicze Brussels Airlines.